# Sette minuti dopo la mezzanotte
Sette minuti dopo la mezzanotte (A Monster Calls) è un film del 2016 diretto da Juan Antonio Bayona.
La pellicola è l'adattamento cinematografico dell'omonimo romanzo del 2011, vincitore nel 2012 della Carnegie Medal e della Kate Greenaway Medal per il miglior libro per bambini, scritto da Patrick Ness, anche sceneggiatore del film.

## Trama
Conor è un ragazzino che vive una vita difficile: sua madre sta morendo di cancro, a scuola è vittima di bullismo e ha una pessima relazione con la nonna e il padre. L'unica cosa che gli dà felicità è il disegno.
Una notte Conor viene visitato da un enorme essere simile a un albero umanoide, venuto per raccontargli tre storie e averne in cambio una da Conor, legata alla sua "verità". Inizia così un legame che aiuterà il bambino a superare la sua infelicità.

## Produzione
Il 5 marzo 2014 la Focus Features acquista i diritti di distribuzione del film per 20 milioni di dollari.

### Riprese
Le riprese del film sono iniziate il 30 settembre 2014 e si sono svolte tra Spagna e Inghilterra. Il 9 ottobre alcune scene sono state girate nella città di Preston.

## Promozione
Il primo teaser trailer del film viene diffuso il 19 novembre 2015 sul canale YouTube della Focus Features.

## Distribuzione
Il film è stato presentato al Toronto International Film Festival il 10 settembre 2016.
La pellicola, inizialmente programmata per il 21 ottobre, è stata distribuita nelle sale cinematografiche statunitensi a partire dal 23 dicembre 2016, in un numero limitato di copie, per poi essere distribuita in tutta la nazione dal 6 gennaio 2017.
In Italia il film è stato presentato al Future Film Festival il 2 maggio 2017 per poi essere distribuito nelle sale cinematografiche a partire dal 18 dello stesso mese.

### Titolo in Italia
In Italia il film è stato distribuito in home video col titolo A Monster Calls - Sette minuti dopo la mezzanotte.

## Accoglienza

### Incassi
Il film ha incassato un totale mondiale di 47309313 $.

## Riconoscimenti
- 2017 - Premio Goya[14]
  - Miglior regista a Juan Antonio Bayona
  - Miglior produzione a Sandra Hermida
  - Miglior fotografia a Óscar Faura
  - Miglior montaggio a Bernat Vilaplana e Jaume Martí
  - Miglior colonna sonora a Fernando Velázquez
  - Miglior scenografia a Eugenio Caballero
  - Miglior sonoro a Peter Glossop, Oriol Tarragó e Marc Orts
  - Miglior trucco e/o acconciatura a Marese Langan e David Martí
  - Migliori effetti speciali a Pau Costa e Félix Bergés
  - Candidatura per il miglior film
  - Candidatura per la migliore attrice non protagonista a Sigourney Weaver
  - Candidatura per la miglior sceneggiatura non originale

- 2017 - Critics' Choice Movie Award[15]
  - Candidatura per il miglior giovane interprete a Lewis MacDougall
  - Candidatura per i migliori effetti visivi
- 2017 - AARP Movies for Grownups Awards[16]
  - Candidatura per la migliore attrice non protagonista a Sigourney Weaver
  - Candidatura per il miglior film intergenerazionale
- 2017 - Golden Tomato Awards[17][18]
  - Secondo miglior film britannico del 2016
  - Terzo miglior film per famiglie del 2016
- 2017 - Saturn Award[19]
  - Candidatura per il miglior film fantasy
  - Candidatura per il miglior giovane attore a Lewis MacDougall
- 2017 - Future Film Festival[20]
  - Platinum Grand Prize